# Rama Yade
Ramatoulaye Yade-Zimet, más conocida como Rama Yade (Dakar, Senegal 13 de diciembre de 1976), es una política franco-senegalesa que ostentaba el cargo de Secretaria de Estado de Deportes de Francia hasta 2010. También ha sido Secretaria de Estado de Asuntos Exteriores bajo la autoridad del ministro de Asuntos Exteriores, Bernard Kouchner de 2007 a junio de 2009.

## Biografía
Rama Yade nació en Dakar (Senegal) en el seno una familia adinerada y cercana al mundo político senegalés: su padre, Djibril Yade, fue el antiguo brazo derecho del socialista Léopold Sédar Senghor, primer presidente de Senegal como estado independiente.
Llegó a Francia en 1984 junto con sus familiares. En 2000, se graduó en ciencias políticas en el Institut d'études politiques de París. Luego, trabajó en la alcaldía de París y la Asamblea Nacional Francesa antes de convertirse en administradora en el Senado francés.
Está casada con Joseph Zimet, también miembro del gobierno de François Fillon.
Ella es musulmana y se considera como moderada-conservadora y feminista.

## Carrera política
En 2005, integró la Unión por un Movimiento Popular no por adhesión a sus ideas conservadoras sino por el carisma de su líder Nicolas Sarkozy.
En marzo de 2006, fue nombrada secretaria nacional de la Unión por un Movimiento Popular para la Francofonía. 
El 19 de junio de 2007, fue nombrada Secretaria de estado de Asuntos Exteriores en el gobierno de François Fillon.
En 2008, como secretaria de Estado de Relaciones Exteriores y Derechos Humanos, se reunió con varias organizaciones LGBT en el Día internacional contra la homofobia y la transfobia y anunció a las mismas que en lo sucesivo el gobierno reconoció oficialmente ese día.
Cuando se convirtió en Secretaria de Estado de Deportes, luchó contra la homofobia en el deporte y participó en la tercera Conferencia FARE Contra la Homofobia en París en 2011.
En 2013, fue condenada por difamación en contra sus oponentes políticos Manuel Aeschlimann y Philippe Sarre.
En enero de 2014, fue nuevamente condenada por difamación en contra de Jean-Marie Le Pen y su hija Marine Le Pen.